# Timia melanorrhina
Timia melanorrhina är en tvåvingeart som först beskrevs av Friedrich Hermann Loew 1866.  Timia melanorrhina ingår i släktet Timia och familjen fläckflugor. Inga underarter finns listade i Catalogue of Life.